# Salinomycin
Salinomycin ist ein Polyether-Antibiotikum und wird von Streptomyces albus gebildet.

## Synthese und Eigenschaften
Das Makromolekül ist strukturell eine Dispiro-Ketal-Verbindung und wird auf dem Polyketidweg biosynthetisiert. Die chemische Totalsynthese wurde erstmals 1998 beschrieben.

## Anwendung

### Veterinärmedizin
Das Natriumsalz von Salinomycin wird als Futtermittelzusatzstoff (E 766) zur Verhütung der Kokzidiose bei Masthühnern und Mastkaninchen verwendet. Außer gegen Kokzidien wirkt es gegen bestimmte grampositive Bakterien, nicht jedoch gegen Enterobakterien. In der für Hühner angewendeten Konzentration ist Salinomycin giftig für Pferde und Puten.
Die maximal zulässige Rückstandskonzentration in der EU liegt bei Masthühnern bei 5 μg/kg Salinomycin in allen feuchten Geweben.

### Humanmedizin
In der Humanmedizin wird die Anwendung von Salinomycin in der Behandlung bestimmter Krebserkrankungen erforscht, da es  zum Zelltod (Apoptose) bei sogenannten Tumorstammzellen führen soll. Neue Erkenntnisse zeigen jedoch, dass Salinomycin Zellen durch Ferroptose tötet, da Tumorstammzellen erhöhtes Eisen aufweisen.